# Montagnula phragmospora
Montagnula phragmospora är en svampart som först beskrevs av Durieu & Mont., och fick sitt nu gällande namn av Crivelli 1983. Montagnula phragmospora ingår i släktet Montagnula och familjen Montagnulaceae.   Inga underarter finns listade i Catalogue of Life.